# Attilio Demaría
Attilio José Demaría (Buenos Aires, 19 maart 1909 – Haedo, 11 november 1990) was een Italo-Argentijns voetballer. Demaría haalde zowel met het Italiaans als het Argentijns voetbalelftal de finale van het Wereldkampioenschap voetbal. Hij slaagde er enkel met Italië in om deze finale winnen in 1934.
In 1940 werd hij met Ambrosiana-Inter landskampioen in de Serie A. Zijn jongere broer Félix Demaría was ook profvoetballer en speelde samen met hem voor Ambrosiana-Inter.